# Martin Fleischmann
Martin Fleischmann (* 29. März 1927 in Karlsbad, Tschechoslowakei; † 3. August 2012 in Tisbury, England) war ein deutsch-britischer Chemiker und international anerkannter Experte für Elektrochemie, der durch den Bericht von vielversprechenden Ergebnissen bezüglich der kalten Fusion  bekannt wurde, die aber durch Dritte nicht nachvollzogen werden konnten. 

## Leben
Martin Fleischmann wuchs in den 1930er Jahren im Sudetenland auf, das er wegen seiner jüdischen Abstammung 1939 im Alter von zwölf Jahren mit seiner Familie vor einer Bedrohung durch die deutschen Nationalsozialisten verließ. Fleischmann studierte am Imperial College London, wo er 1950 bei John Bockris mit der Arbeit Studies in Electrodiffusion promoviert wurde. Danach lehrte er an der Newcastle University (damals King's College) und wurde 1967 Professor für Elektrochemie an der University of Southampton. 1982 ging er in den Ruhestand. 
Fleischmann war einer der Entdecker der oberflächenverstärkten Raman-Streuung (englisch Surface Enhanced Raman Scattering, SERS) und Mitautor des 1974 veröffentlichten ersten Berichts zu diesem Thema. Um 1980 entwickelte er die Ultramikroelektrode (UME).
Fleischmann, der an der Parkinson-Krankheit litt, lebte mit seiner Frau in Wiltshire, England.
1964 bis 1967 war er Generalsekretär und Schatzmeister, 1973 bis 1974 Präsident der International Society of Electrochemistry. 1986 wurde Fleischmann als Fellow in die Royal Society aufgenommen und erhielt 1979 deren Medaille für Elektrochemie und Thermodynamik. 1985 erhielt er den Olin-Palladium-Preis der US Electrochemical Society.

## Kalte Fusion
1989 forschte Fleischmann an der University of Utah. Am 23. März 1989 berichtete Fleischmann im Rahmen einer Pressekonferenz, zusammen mit seinem Kollegen und Schüler Stanley Pons, von Experimenten, bei denen kalte Kernfusion beobachtet worden sei, womit sie weltweit große Aufmerksamkeit erlangten, da zwei Chemikern mit einem relativ einfachen Elektrolyse-Experiment etwas gelungen zu sein schien, woran hunderte Physiker und Ingenieure mit Milliarden-Aufwand seit Jahrzehnten vergeblich geforscht hatten. Die Ankündigung auf einer Pressekonferenz vor der Veröffentlichung in einer Fachzeitschrift erfolgte auf Druck der Universität, die sich die Patente sichern wollte, und brachte Fleischmann und Pons später viel Kritik von Fachkollegen ein. Aber auch das Experiment von Fleischmann und Pons, das sofort hundertfach in aller Welt wiederholt wurde, kam heftig in die Kritik, nachdem man die Ergebnisse zum Beispiel am Caltech mit erheblich höherem interdisziplinärem, experimentellem Aufwand nicht reproduzieren konnte (eine Gruppe von 22 Wissenschaftlern unter Nathan Lewis). Als Lewis und Kollegen ihre negativen Resultate auf der Versammlung der Electrochemical Society in Los Angeles im Mai 1989 präsentierten, wendete sich das Blatt in den USA gegen die Vertreter der kalten Fusion. Fleischmann und Pons konnten ihre Arbeit an der Universität von Utah nicht fortsetzen und führten sie stattdessen ab 1992 einige Jahre, finanziert durch Toyota, in einem Labor (IMRA-Labor) in Frankreich fort. Fleischmann zog sich 1995 wieder nach England zurück, publizierte aber auch später zur kalten Fusion mit Wissenschaftlern aus Italien und der US-Navy.